# Банда морского бриза
Банда морского бриза (фр. Gang de la Brise de mer) — одна из самых влиятельных преступных организаций корсиканской мафии. Базируясь на севере Корсики, банда контролирует различные виды деятельности на Корсике, а также на юге Франции и в Париже, Швейцарии, в Италии, России, в странах Северной и Западной Африки (Габон, Мали, Камерун и других), а также в Латинской Америки (Аргентина и других странах).

## История
Банда сформировалась в конце 1970-х годов группой выходцев из небольшой деревни Ла-Порта в Верхней Корсике, завсегдатаи бара La Brise de Mer (в переводе с фр. — «Морской бриз»), которым управлял некий Антуан Кастелли. Именно этому бару банда обязана своим названием. Сначала они занимались мелкими преступлениями, не всегда успешно, например, однажды, прибыв на место предполагаемого грабежа, бандиты обнаружили, что забыли оружие. Со временем, по мере ухудшения политической ситуации на Корсике, бандиты стали расширять свою деятельность.
Известность Банда морского бриза получила начиная в первой половине 1980-х годов, совершив серию убийств и нападений. 22 июня 1984 года была арестована группа членов банды, которым предъявили обвинения примерно в пятнадцати вооружённых ограблениях на Лазурном берегу, в том числе в девяти со взломом сейфов. Членов банды обвиняли как минимум в тридцати убийствах, связанных с захватом ночных клубов. Среди их жертв были Луи Мемми, «крёстный отец» Верхней Корсики, застреленный в сентябре 1981 года, и мировой судья, убитый в сентябре 1982 года . Тогда же Банда морского бриза выходит на мировую арену, приняв в 1981 году участие в переговорах в отеле «Негреско» в Каннах, на которых были представлены Коза ностра, ндрангета, каморра и нью-йоркская семья Гамбино.
Своей репутации Банда морского бриза обязана жестоким вооружённым ограблениям на Корсике, во Франции и в остальной Европе, среди которых ограбление банка UBS в Женеве (Швейцария) в 1990 году, нападение на фургон Securipost в 1991 году и захват самолёта Dassault Mercure авиакомпании Air France в 1992 году. Банда морского бриза также подозревается в причастности к убийствам в 2001 году членов корсиканской сепаратистской вооружённой группировки «Армата Корса».
Как только у банды появились деньги, как её члены начали отмывать свои преступные доходы и инвестировать средства в легальный бизнес. Значительные средства были вложены в Бастии, где бандиты приобретали и открывали отели, бары, рестораны, туристические комплексы, магазины и особенно ночные клубы. Среди принадлежащих банде заведений были такие известные как L'Apocalypse, на открытие которого в Бастию приезжал Ален Делон, и Le Challenger, на момент открытия в 1984 году считавшийся самым красивым ночным клубом в Европе.
30 марта 1996 года члены банды убили Доминика Рутили, президента футбольного клуба «Кальви», который вместе со своим братом Александром был деловым партнёром бандитов. Сопровождавший его друг, известный футбольный тренер Роллан Курбис, был ранен в спину.
В 2001 году несколько гангстеров из Банды морского бриза сбежали из тюрьмы недалеко от Бастии, отправив поддельные факсы от судьи с приказом об их освобождении.
В 2008—2012 годах в Банде морского бриза произошёл раскол и началась война между кланами, во время которой погибли многие члены банды, в том числе, Ришар Казанова, Даниэль Виттини, Франсис Мариани, Пьер-Мари Сантуччи, Франсис Гуацелли, Бенуа Гризони, Франсуа-Антуан Маттеи, Анж Пьетруччи и Морис Коста. Есть серьёзные подозрения, что в сведении счетов между группами внутри банды приняла участие другая корсиканская группировка, «Бандой Венцоласки» во главе с Анж-Туссеном Федеричи, известным как «ATF». Особняком стоит убийство члена Банды морского бриза Кристиан Леони, вину за которое взял на себя Фронт национального освобождения Корсики (ФНОК), таким образом отомстивший за убийство одного из своих лидеров Шарля-Филиппа Паоли, совершённое несколькими месяцами ранее. Ожесточённый конфликт внутри Банды морского бриза значительно пошатнул её позиции.

## Структура
Банда морского бриза состоит из примерно десятка кланов. Из них выделяются четыре клана: клан Кастелли-Сантуччи-Маттеи, братья Вальемье, братья Гаццелли и братья Патаккини, а также кланы Мариани, Казанова и Коста.

## Члены
- Ришар Казанова[фр.] по прозвищу «Шарль» (1959—2008) — один из основателей и лидер Банды морского бриза[7].
- Даниэль Виттини[фр.] (убит в 2008) — один лидеров Банды морского бриза, бизнесмен, фигурировал в нескольких крупных уголовных делах[8].
- Франсуа Гаццелли[фр.] по прозвищу «Франсис» (1954—2009) — вместе со своими братьями являлся одним из основателей и столпов банды[9].
- Франсис Мариани[фр.] (1949—2009) — «крёстный отец» банды, гонщик (трижды побеждал в гонках Ronde de la Giraglia в 1996, 1997 и 2000 годах)[10].
- Жозеф Менкони[фр.], известный как «Хосе Менкони» (род. в 1965) — член банды, друг Жака Мариани, сына Франиса Мариани, убийца и грабитель.
- Доминик Рутили[фр.] (1961—1996) — бизнесмен, деловой партнёр Банды морского бриза, президент футбольного клуба «Кальви[фр.]»[1].
- Пьер-Мари Сантуччи (фр. Pierre-Marie Santucci; 1958—2009) — один лидеров Банды морского бриза[11].
- Морис Коста (фр. Maurice Costa; 1952—2012) — один лидеров Банды морского бриза[12].
- Жак Мариани (фр. Jacques Mariani) — член банды, сын Франсиса Мариани, приговорён в 2008 году к 15 годам за убийство, приговорен в феврале 2012 года к 8 годам за вымогательство.

## Деятельность
Основные виды деятельности Банды морского бриза — рэкет, незаконный оборот наркотиков, скимминг, азартные игры, ростовщичество, отмывание денег, сутенёрство, вымогательство, грабежи, взяточничество, мошенничество, а также управление отелями, ночными клубами и казино. Её капитал оценивается в пределах от 120 до 150 миллионов евро. Эти деньги инвестируются на Корсике (как в незаконную деятельность, такую как рэкет, а также в легальную деятельность, такую как профессионнальный футбол (СК «Бастия»), туризм и строительный бизнес) и в остальной части Франции, в первую очередь в ночные клубы, бары и нелегальные игровые автоматы (в основном в городах Южной Франции, таких как Марсель и Тулон) и игорные клубы Парижа. Другие инвестиции — деятельность казино в Африке, Латинской Америке и Италии.

## Политические связи
Один из столпов лидеров банды, Франсуа Сантуччи, ещё в конце 1970-х годов принимал участие в сети «Francia», по сути, своего рода корсиканское отделение Службы гражданских действий (S.A.C.). Братья Жак и Жоэль Патаккини также являются бывшими членами S.A.C., проголлистская парамилитарной организации, представлявшей из себя смесь настоящих головорезов, голлистов и антикоммунистов, среди которых были полицейские и агенты спецслужб. На Корсике у «Francia» были намерения убивать боевиков-сепаратистов, но они так и не предприняли никаких действий. Братья Паттакини через несколько лет приняли участие в предвыборной кампании местного отделения партии Объединение в поддержку республики. Брат Доминика Рутили, Александр, был мэром коммуны Каленцана, а среди друзей Доминика был Пьер Пасквини, мэр коммуны Л’Иль-Рус, затем депутат Национального собрания (1988—1995) и министр по делам ветеранов (1995—1997).
Поддерживала банда связи и с корсиканскими националистами-сепаратистами, несмотря на конкуренцию в области рэкета. Известный активист корсиканского националистического движения Шарль Пьери имел тесные связи с Франсисом Мариани, а другой активист, Франсуа Сантони, с Ришаром Казановой. Именно Банда морского бриза обеспечивала частью вооружения Фронт национального освобождения Корсики (ФНОК), а близкая к националистам инкассаторская компания «Bastia Securita» благодаря покровительству бандитов была полностью избавлена от возможных нападений. Более того, было установлено, что один из членов банды был боевиком ФНОК.
В 1999 году во ФНОК произошёл очередной раскол, влиятельные члены фронта Франсуа Сантони и Жан-Мишель Росси, осуждая «мафиозные эксцессы» руководства ФНОК и переговоры с французским правительством, основали свою организацию, названную «Корсиканская армия». Для борьбы с раскольниками Шарль Пьери обратился к своему давнему знакомому, Франсису Мариани. В результате в 2000 и 2001 годах были убиты основные участники «Корсиканской армии», в том числе Росси и Сантони.

## Связи с Россией
Известно, что в январе 1997 года члены Банды морского бриза Франсис Мариани, Жан-Анжело Гаццелли, Доминик Чиаппалоне, Жан-Жак Вальемье, Л. Казанова и Жан Меганк вылетели в Кемерово (Россия) для встречи с Геннадием Бакаловым, Станиславом Костиным и Владимиром Слабкиным (представлялся вице-президентом «Кузбасского транспортного банка») для начала переговоров об открытии казино. В апреле того же 1997 года члены банды Мишель Чиаппалоне, Жан-Жак Вальемье и Жан Меганк, которых сопровождали Оливье Чечини, Режинальд Леже и Жак Намани, вылетели в Новосибирск (Россия). 13 июля 1999 года российские власти подтвердили, что несколько компаний, в том числе казино «Лас-Вегас» в Кемерово, действовали при финансовой поддержке «Кузбасского транспортного банка» и нанимали трёх граждан Франции: директора Оливье Чечини, мастера по ремонту игорных заведений Жака Намани, а также кассир некий Лоран Мартинес.

## В искусстве
В 2012 году вышел Le Dernier Clan (в переводе с фр. — «Последний клан») корсиканского режиссёра Мага Эттори. Режиссёр, выбранный Экономическим, социальным и культурным советом Корсики, использует свои знания о Корсике, чтобы рассказать правдивую историю о жизни корсиканцев и корсиканской мафии.

### Комментарии
1. ↑  Бар La Brise de Mer ныне называется Le Méditerranée и расположен на набережной Марин в старом порту Бастии.
2. ↑  Одним из источников финансирования сепаратистов из Фронта национального освобождения Корсики является взимание так называемых «революционных налогов», фактически вымогательство денег с частных предпринимателей.